# Grzegorz Aleksander Ghica (zm. 1777)
Grzegorz Aleksander Ghica III, także Grzegorz Ghica III (rum. Grigore III Ghica; zm. 12 października 1777) – hospodar Mołdawii, w latach 1764–1767 i 1774–1777, oraz hospodar Wołoszczyzny, w latach 1768–1769, z rodu Ghica.

## Biografia
Był bratankiem hospodara wołoskiego i mołdawskiego Grzegorza Ghica II. Jego ojciec Aleksander został ścięty w 1741 z rozkazu sułtańskiego. Mianowany na stanowisko hospodara Mołdawii w 1764 był typowym przedstawicielem hospodarów fanariockich otaczających się Grekami, podejmował jednak działania w celu unowocześnienia kraju. Odmawiał posiadaczom ziemskim podniesienia maksymalnego wymiaru pańszczyzny dla chłopów, a w 1766 wręcz zmniejszył liczbę dni pańszczyzny. W tym samym roku przeprowadził też reformę szkoły wyższej w Jassach unowocześniając program jej nauczania (przy okazji jednak jako jedyne języki wykładowe wprowadzając grecki i francuski.
Podczas pierwszego panowania Grzegorza w Mołdawii nawiązał on kontakty z Rosją, planującą ekspansję na terenie księstw naddunajskich - został jednak przez Turków usunięty z tronu. Po wybuchu wojny rosyjsko-tureckiej został mianowany hospodarem wołoskim (jesień 1768), ale już w roku następnym cała Wołoszczyzna została zajęta przez wojska rosyjskie. Rosyjska okupacja księstw naddunajskich trwała aż do 1774. Wtedy dopiero wojnę zakończył traktat w Küczük Kajnardży, a Rosjanie wycofali się z Mołdawii i Wołoszczyzny. Grzegorz został wówczas ponownie hospodarem mołdawskim. Rok później, w 1775 Turcja zdecydowała się odstąpić Austrii (jako "podziękowanie za neutralność" podczas wojny z Rosją) Bukowinę, północną część Mołdawii. Wywołało to oburzenie w Mołdawii, do protestów przyłączył się także i Grzegorz. To, oraz niechęć bojarów do hospodara i ich intrygi na dworze sułtańskim wywołało efekt w postaci zamordowania Grzegorza z rozkazu tureckiego. Został pochowany w Jassach.